# Подарок чёрного колдуна
«Подарок чёрного колдуна» — советский кинофильм 1978 года, снятый режиссёром Борисом Рыцаревым на Киностудии им. М. Горького.

## Сюжет
Однажды злой колдун подарил свадебное платье Василисе, которое выполняло одно-единственное желание. Увидев Ивана в хороводе девушек, Василиса произнесла желание, чтобы он никогда больше не смотрел на других женщин. В результате Иван ослеп и Василиса пожалела о своём поступке, но было уже поздно.
Колдун разъяснил, что единственный способ вернуть Ивану зрение — умыть его живой водой. Чтобы найти эту воду, Василиса должна отправиться за тридевять земель и пройти три испытания: не забыть себя, забыть себя и отдать самое главное. Она успешно прошла все испытания, сопровождаемая Иваном. Два пугала, сбежавшие с огорода, также помогли Василисе и Ивану в пути. Когда герои добрались до цели оказалось, что цена ковшика воды высока — Василиса постарела  и умерла,  это и было"самое дорогое" , жизнь.  Иван обмыл глаза волшебной водой и к нему вернулось зрение. После мать-земля вернула Василисе жизнь и молодость,услышав плач и мольбы  матери Василисы,вдовы Матрёны.

## В ролях
- Елена Кондратьева — Василиса
- Борис Щербаков — Иван
- Лариса Данилина — Матрёна
- Лия Ахеджакова — Пугалица
- Виктор Сергачёв — Пугало
- Алексей Чернов — оборотень
- Светлана Орлова — девица-злодейка
- Лев Круглый — чёрный колдун
- Евгений Гуров — белый оборотень, хозяин звонницы
- Владислав Баландин — старец-оборотень
- Валентин Брылеев — старец-оборотень
- Алексей Дроздов — старец-оборотень
- Артур Нищёнкин — старец (крутит ворот у колодца)
- Татьяна Ронами — деревенская девушка
- Геннадий Четвериков — кузнец
- Ольга Куликова — девица

## Съёмочная группа
- Авторы сценария: Владислав Федосеев, при участии Иосифа Ольшанского[1][2][3]
- Режиссёр: Борис Рыцарев[1][2][3]
- Оператор: Христофор Триандафилов[1][2][3]
- Художник: М. Терехов[3]
- Композитор: Кирилл Волков[1][3]
- Автор текстов песен: О. Михайлова[3]
- Звукорежиссёр: М. Галудзин[3]

## Технические данные
- Производство: Киностудия им. М. Горького, СССР, 1978[1][2][3].
- Художественный фильм, цветной, широкоэкранный[1][2][3].
- 7 частей, 1714 метров[2][3].
- Продолжительность: 63 минуты[1][2].
- По мотивам русских народных сказок[1][2].
- Прокатное удостоверение: РУ 27.II.1978 года.[3]

## Критика, рецензии, отзывы
По мнению Олега Ковалова в рецензии в журнале «Советский экран», в этой сказке нет поверхностного осовременивания фольклора. Авторы верят в нешуточность сказочных испытаний. Серьёзные интонации достигаются убедительностью волшебного мира, созданного оператором Х. Триандафиловым.
По мнению Кирилла Королёва, в «Подарке чёрного колдуна» Борис Рыцарев предпринял попытку привнести элементы мелодрамы и хоррора, в результате чего фильм стал ближе к фэнтези, чем к советскому детскому фильму-сказке. Попытка эта оказалась не слишком удачной ввиду опережения ею развития отечественной культурной среды и зрительского восприятия на, как минимум, два десятилетия.